# Genius (1999)
Genius (no Brasil: Gênio - Desafiando a Gravidade e o Amor, em Portugal: O Pequeno Génio) é um filme original do Disney Channel lançado em 1999. Foi estrelado por Trevor Morgan.
O filme se tornou a 2º maior audiência em 1999, de um longa com selo Disney Channel, Genius foi assistido por 5,1 milhões de espectadores e só ficando atrás de Zenon: Girl of the 21st Century que teve 5,2 milhões.  

## Sinopse
Charlie Boyle, um gênio da física e amante do hóquei, está cansado de ficar sem amigos. É ruim o suficiente que ele está na faculdade antes de 14, e ele está ajudando um cientista que está no meio de tentar desafiar a gravidade. E ao fazê-lo, ele conhece Claire Addison: uma bela garota, filha de um dos treinadores das Luzes do Norte, e também seu tutor. Assim, a fim de tornar sua vida exatamente como ele quer, Charlie reinventa-se, tomando a imagem de um menino preguiçoso e mau, Chaz Anthony, e se matricula na Junior locais elevados. Mas malabarismo duas vidas é difícil, mesmo para um gênio.

## Elenco
- Trevor Morgan - Charlie Boyle/Chaz Anthony
- Emmy Rossum - Claire Addison
- Charles Fleischer - Dr. Krickstein
- Yannick Bisson - Mike MacGregor
- Peter Keleghan - Dean Wallace
- Philip Granger - Coach Addison
- Jonathon Whittaker - Dad Boyle (as Jonathan Whittaker)
- Patrick Thomas - Odie
- Matthew Koller - Deion
- Chuck Campbell - Hugo Peplo
- Eli Ham - Omar Sullivan
- Darryl Pring - Bear Berczinski

## Produção
Em janeiro de 1997, o filme estava em desenvolvimento pela DIC Entertainment, com planos de transmiti-lo no Disney Channel, como um projeto conjunto. O filme estreou no canal em 21 de agosto de 1999.